# Dumbrăvița (Timiș)
Dumbrăvița (fino al 1924 Sântești, in ungherese Újszentes, in tedesco Neussentesch) è un comune della Romania di 3 221 abitanti, ubicato nel distretto di Timiș, nella regione storica del Banato. 
Dumbrăvița venne fondata nel 1891 da un gruppo di coloni ungheresi provenienti dalla città di Szentes, il che spiega l'origine del toponimo ungherese Újszentes (letteralmente Nuova Szentes); la comunità ungherese rappresenta ancor oggi il 40% circa della popolazione.
Il comune ha conosciuto negli ultimi anni un interessante sviluppo, dovuto soprattutto alla sua vicinanza con Timișoara, centro politico ed economico del distretto.